# Mare de Déu de Collbàs
Mare de Déu de Collbàs o Santuari de Collbàs és una ermita dalt d'un turó de la Serra de Collbàs. Inicialment depenia de Santa Maria del castell de Claramunt, i des de 1779 va quedar vinculada a la parròquia de Sant Marti de Carme, terme municipal al qual pertany.

## Accés
S'hi accedeix per una pista en bon estat que surt des de la carretera que va de Carme a Orpí, Santa Càndia i Miralles. En un trencall a un centenar de metres de Carme hi ha un desviament a la dreta on comença, entre camps de cereals, oliveres, vinyes i bosc, l'Avinguda de Collbàs, el camí de dos quilòmetres que porta fins al santuari. S'hi pot arribar també des del Castell de Claramunt, seguint el PR 119, un sender singular que dona la volta a la Conca d'Òdena. I també des de Vilanova del Camí, Santa Margarida de Montbui i Igualada, pels senders tradicionals que l'antiga vinculació comarcal a Collbàs ha anat traçant.

## Història
El santuarí està documentat des de 1205, any en què Ramon de Guàrdia, marit de Saurina de Claramunt, deixa deu sous a Sancte Marie de Collebas. S'ha anat transformant al llarg del temps i l'actual edifici data de 1793. És de planta rectangular, d'una sola nau, amb teulada a dues aigües. El campanar d'espadanya que hi havia, enderrocat per un llamp, va ser substituït l'any 1960 per un altre de semblant. Forma conjunt amb una casa de colònies de construcció recent, emplaçada on havia estat la casa dels ermitans. Des del mirador es pot veure tota la vall de Carme.
S'hi venera la Mare de Déu de Collbàs, una marededeu dreta, que porta el nen a coll sobre el braç esquerre i sosté un bolet amb l'altra mà. Dins de la tradició de les marededeus trobades, la llegenda explica que l'antiga imatge romànica, d'uns 60 cm d'alçada, fou trobada per un pastor a la soca d'una alzina.
Sembla que la imatge original ―que va desaparèixer durant la Guerra Civil i va ser substitutïda per una nova talla― sostenia aleshores un fòssil, element molt comú a la zona. Pròxim a l'indret on es troba el santuari ―a la serra de Collbàs, en el camí de Carme a Igualada― hi ha el coll de la Llentilla o de la Llentia (484 m), nom que al·ludeix a la presència abundant de nummulits, uns fòssils lenticulars del protozou marí Nummulites que són fàcils de trobar escampats a terra, despresos dels terrenys margosos de l'eocè mitjà. Els més corrents són de mida petita, amb diàmetres d'entre 1 i 6 mm, i també n'hi ha de més grans, entre 10 i 30 mm.

## Tradicions
El Dilluns de Pasqua s'hi celebra un aplec tradicional que omple tota l'esplanada de l'Era de Collbàs, amb sardanes i caramelles, on s'hi ballava també el tradicional Ball de Càntirs, recuperat en els darrers anys.
Cal fer esment també dels Goigs a la Mare de Déu de Collbàs: En aquell terrible pas, / quan eixim d'aquesta vida; / valeu-nos, Verge Maria, / Mare de Deu de Collbàs. I també de la sardana que porta el nom del santuari, L'ermita de Collbàs, de Francesc Mas i Ros, estrenada el 1974, en què va ser premiada com a Sardana de l'Any.
Fins al segle xviii es podia trobar el nom de Collbàs en l'antroponímia de les dones de la comarca.